# Монета разоружения
«Монета разоружения» («1 рубль разоружения — 1 dollar disarmament») — монетовидный жетон, выпущенный в 1988 году Советским комитетом защиты мира из металла баллистических ракет Р-12 в честь подписания Договора о ликвидации ракет средней и меньшей дальности. Не являлся платёжным средством. Тираж неизвестен.

## История создания
Согласно Договору РСМД подписанному между СССР и США в декабре 1987 года, все ракеты СССР средней и малой дальности подлежали уничтожению. Из металла ракет средней дальности Р-12 по мере их ликвидации были отчеканены данные жетоны. К монете прилагается сертификат, изготовленный на русском и английском языках, в котором говорится: «Настоящим удостоверяется, что символическая «МОНЕТА РАЗОРУЖЕНИЯ» изготовлена из металла советских ракет средней дальности Р-12, уничтоженных согласно советско-американскому Договору по РСМД. Используемый металл не представляет опасности для Вашего здоровья. «Монета разоружения» не может быть использована в качестве денежного знака. Но если вы хотите внести свой вклад в дело борьбы за мир, Комитет постарается предоставить вам возможность приобрести редкий сувенир».

## Дальнейшее использование
«Монеты разоружения» были подарены Рональду Рейгану и Михаилу Горбачёву, мэрам Хиросимы и Нагасаки, подвергшемся атомным бомбардировкам в августе 1945 года, 38-му президенту США Джеральду Форду, 39-му президенту США Джимми Картеру, премьер-министру Великобритании Маргарет Тэтчер и другим. Остальные монеты появились в продаже, деньги от которой были направлены на помощь пострадавшим от аварии на Чернобыльской АЭС, и на восстановление Хиросимы и Нагасаки. 15 ноября 1991 года монета была подарена Борису Ельцину.